# Уесли Блейк
Кори Джеймс Уестън (роден на 4 септември 1987) е американски професионален кечист.
Работи с WWE, където се бие в системата WWE NXT под името Уесли Блейк, накратко Блейк. отборен шампион на NXT с Бъди Мърфи.

## Професионална кеч кариера

### Funking Conservatory (2011 – 2013)
Уестън мечтае да бъде кечист от тригодишен. Той стана ученик в кеч училището на Дори Фънк младши, Funking Conservatory, появявайки се в шоуто !Bang! TV под истинското си име Кори Уестън. Веднага след завършването на университета, Уестън се премести в Окала, Форида през 2011, където се намираше училището. Уестън става световен шампион на Funking Conservatory, както и Европейски шампион и шампиона в тежка категория на Флорида. Играе срещу Джери Лоуър в отборен мач между осем души през май 2013, който е първия мач на Лоуър, след като претърпява инфаркт през септември 2012.

### WWE

#### NXT (от 2013 г.)
През юни 2013 става известно, че Уестън подписва с WWE. Уестън започна в NXT през юли 2013 когато Представителния център на WWE отвори; по едно и също време с партньора му от NXT Бъди Мърфи. Уестън дебютира по телевизията като Уесли Блейк на 22 януари 2014 в епизод на NXT с образ на каубой, но загуби в първия си мач от Ейдриън Невил. Блейк продължаваше да губи в индивидуалните си мачове от хора като Адам Роуз, Мейсън Раян и Син Кара, както и загуба в отборен мач срещу Възкачване с Кал Бишъп като съотборник.
През август 2014 Блейк оставя образа на каубой и сформира отбор с Бъди Мърфи. На 14 август на NXT, Блейк и Мърфи са победени в първия кръг на отборния претендентски турнир от Калисто и Син Кара, по-късно познати като Луча Драконите. До края на 2014, Блейк и Мърфи загубиха много мачове от отбори като Луча Драконите и Водевиланс (Ейдън Инглиш и Саймън Гоч). Блейк и Мърфи бяха споменати като Близкия отбор през октомври, но името не се използваше в по-следващите епизоди. Също през октомври 2014, Блейк и Мърфи бяха участници в отборна кралска битка за главни претенденти за Отборните титли на NXT; бяха елиминирани от мача от Възкачване.
На 21 януари 2015 на NXT, Блейк и Мърфи отбелязаха тяхната първа телевизионна победа като победиха Водевиланс. Това доведе до мач за титлите на 28 януари 2015 на NXT (запис от 15 януари) където Блейк и Мърфи победиха шампионите Луча Драконите, печелейки Отборните титли на NXT.
На 31 януари в живо събитие на NXT, Блейк и Мърфи бяха обявени без техните първи имена. Тази промяна в имената стигна до NXT Завземане: Враг, където Блейк и Мърфи победиха Луча Драконите в реванш а титлите. След това, Блейк и Мърфи започнаха вражда с Ензо Аморе и Колин Касиди, които се опитваха да спечелят титлите. На NXT Завземане: Неудържими, по време на мач за Отборните титли на NXT на Ензо и Кас срещу Блейк и Мърфи, Алекса Блис пристигна по средата на мач и атакува Кармела и Аморе, коствайки им победата, съюзявайки я с Блейк и Мърфи. След като направиха няколко успешни защити, Блейк и Мърфи загубиха титлите от Водевиланс на NXT Завземане: Бруклин, оставайки носители за 219 дни. На 18 май на записи за NXT, след като загубиха от Шинске Накамура и Остин Ейрис, Алекса и Блейк изоставиха Мърфи, разделяйки се. На 19 май, Блейк претърпя травма на коляното, нуждаеща се от операция. На 4 юни, той се появи в живо събитие, губейки от Остин Ейрис.

## Други медии
Блейк, заедно с партньора си Мърфи, дебютираха във видео играта WWE 2K16 като герои за изтегляне.

## Личен живот
Уестън идва от Сан Мркос, Тексас. Той и по-младата му сестра бяха в семейство от един родител, отгледани от майка им. Той завърши Texas State University, Там, той е бил инструктор по сила и също колежански футболист. Уестън същ игра футбол на щатското гимназиално ниво, включително за Медина Валий Партнърс през 2005, където участва като среден нападател.

## В кеча
- Финални ходове
  - Frog splash[30]
  - Spinning facebuster
- Ключови ходове
  - Big boot
  - Running Powerslam
  - Slingshot somersault senton
  - Springboard Forearm smash
- С Бъди Мърфи/Мърфи
  - Отборни финални ходове
    - Running brainbuster (Мърфи), последван от frog splash (Блейк)[36][37][38]
- Прякори
  - „Коубоя“[39]
  - „Дивия“[3]
- Мениджъри
  - Алекса Блис[40]
- Входни песни
  - „Action Packed“ на Kosinus (NXT; 1 декември 2014 – 20 май 2015; използвана докато е в отбор с Мърфи)
  - „Opposite Ends of the World“ на CFO$ (NXT; 20 май 2015 – 18 май 2016; използвана докато е в отбор с Мърфи)

## Шампионски титли и отличия
- Funking Conservatory
  - Европейски шампион на FC[5] (1 път)
  - Шампион в тежка категория на FC[8] (1 път)
  - Шампион в тежка категория на FC[7] (1 път)
- Pro Wrestling Illustrated
  - PWI го класира като #121 от топ 500 индивидуални кечисти в PWI 500 през 2015[41]
- WWE NXT
  - Отборен шампион на NXT (1 път) – с Бъди Мърфи/Мърфи[27]